# Elon More
Elon More (hebr.: אלון מורה) – wieś położona w samorządzie regionu Szomeron, w Dystrykcie Judei i Samarii, w Izraelu.
Leży w centralnej górzystej części Samarii, na północny zachód od miasta Nablus w otoczeniu terytoriów Autonomii Palestyńskiej.

## Historia
Osada została założona w 1979 przez grupę żydowskich religijnych osadników.